# Plaza de la Independencia
A Plaza de la Independencia é uma praça central localizada em Madri, capital da Espanha. Situa-se atravessada de leste ao oeste pela rua de Alcalá e a ela também se convergem as ruas de Serrano, ao norte, e de Alfonso XII, ao sul. Em seu extremo noroeste, está a rua de Salustiano Olózaga e ao sudeste, a Avenida de Méjico, que se estende integralmente pelos Jardins do Retiro de Madri.

## Características
É um dos locais mais emblemáticos da capital espanhola, pois sedia em seu ponto central a Puerta de Alcalá, um dos monumentos madrilenos mais célebres. A praça foi construída em 1778 a mando do rei Carlos III, e seu conjunto arquitetônico foi idealizado pelo arquiteto italiano Francesco Sabatini. A organização atual da praça começou em 1869, quando a cerca que delimitava a cidade ao leste e que ficava presa ao portão foi demolida.
Os arredores da praça é composto por edifícios históricos que datam do final do século XIX e início do XX, erguidos durante o ensanche de Madri. No lado oriental mais ao sul, encontra-se a Porta da Independência, um dos principais acessos aos Jardins de Retiro.